# Het scheidsgerecht
Het scheidsgerecht is een hoorspel naar het toneelstuk Epitrepontes van Menander. Het werd in de bewerking van Carl Dietrich Carls onder de titel Das Schiedsgericht op 8 december 1957 door de Süddeutscher Rundfunk uitgezonden. De VARA bracht het op woensdag 25 februari  1959, van 20:50 uur tot 21:50 uur (met herhalingen op  zaterdag 29 juli 1967 en woensdag 27 september 1972). De vertaling was van Gerrit Kouwenaar, Rosa Spier speelde de muzikale illustratie op harp en de regisseur was S. de Vries jr.

## Rolbezetting
- Bob de Lange (de slaaf Onesimos)
- Teddy Schaank (de harpspeelster Habrotonon)
- Louis de Bree (Smikrines)
- Eva Janssen (zijn dochter Pamphile)
- Nel Snel (haar min Sophrone)
- Frans Somers (haar man Charisios)
- Herman van Eelen (zijn vriend Chairestratos)
- Wam Heskes (de kolenbrander Syriskos)
- Dick Scheffer (de herder Daos)

## Inhoud
Een vrekkige grootvader moet een scheidsgerecht over zijn kleinkind houden. Zijn ongelukkige moeder Pamphile had het kind te vondeling gelegd, omdat het pas vijf maanden na haar huwelijk met Charisios ter wereld was gekomen. Zo werd een schandaal vermeden, maar de baby verstoorde het tot dan toe gelukkige jonge huwelijk. Uiteindelijk blijkt dat Charisios de vader van het kind is…